# 吳景聰
吳景聰是香港公認最頂級的職業泰拳運動員，坐擁W.M.F世界拳王以及多項拳王名銜。

主要名銜：
W.M.F世界拳王
W.K.A世界拳王
I-1世界拳王
2019 I-1最佳拳手
培生擂台無敵杯優勝
昆侖決洲際拳王
I-1太平洋拳王
IPCC亞洲拳王
X-FIGHT大賽腰帶拳王
四屆香港拳王
兩屆東亞泰拳錦標賽金牌
YOKKAO 34 意大利站冠軍
YOKKAO 35 香港站冠軍
昆侖決三亞站冠軍
E-1泰拳拳王
昆侖決超級戰拳王
M.H.C國際泰拳爭霸賽拳王
終極傳奇中國拳王
武備志武博大使
香港泰拳隊代表
曾接採訪:
電台節目:"好出奇"，"口水多過浪花"
電視節目:多次"TVB體育世界"
報紙:東方，太陽，新報，MENCLUB
香港潮流網上雜誌"YesMen"
中國大型潮流雜誌"YOHO!潮流志"

## 外部連結
- 吳景聰

1. ↑  [h.   [2015-08-17]. 原始内容存档于2016-04-28.，東方日報，2015-06-16。